# Ta' det som en mand, frue
Ta' det som en mand, frue er en dansk film fra 1975, skrevet og instrueret af Mette Louise Knudsen, Elisabeth Rygaard og Li Vilstrup.

## Handling
Ellen Rasmussen er en midaldrende husmor der lever i et traditionelt ægteskab men er begyndt at tænke over de kønsroller mandssamfundet dikterer. Hun tager en kontoruddannelse og får et job. Efter at have deltaget i en strejke bliver hun godt nok fyret men hun har lært at kvinder er stærke og kan ændre forholdene når de står sammen.

## Medvirkende
- Tove Maës
- Alf Lassen
- Flemming Quist Møller
- Berthe Qvistgaard
- Birgit Brüel
- Hans Kragh-Jacobsen
- Claus Strandberg
- Asta Esper Andersen
- Lone Lindorff
- Arne Skovhus
- Lene Maimu
- Lis Allentoft
- Niels Skousen
- Hans Henrik Clemensen
- Bent Børgesen
- Litten Hansen